# Reibahle

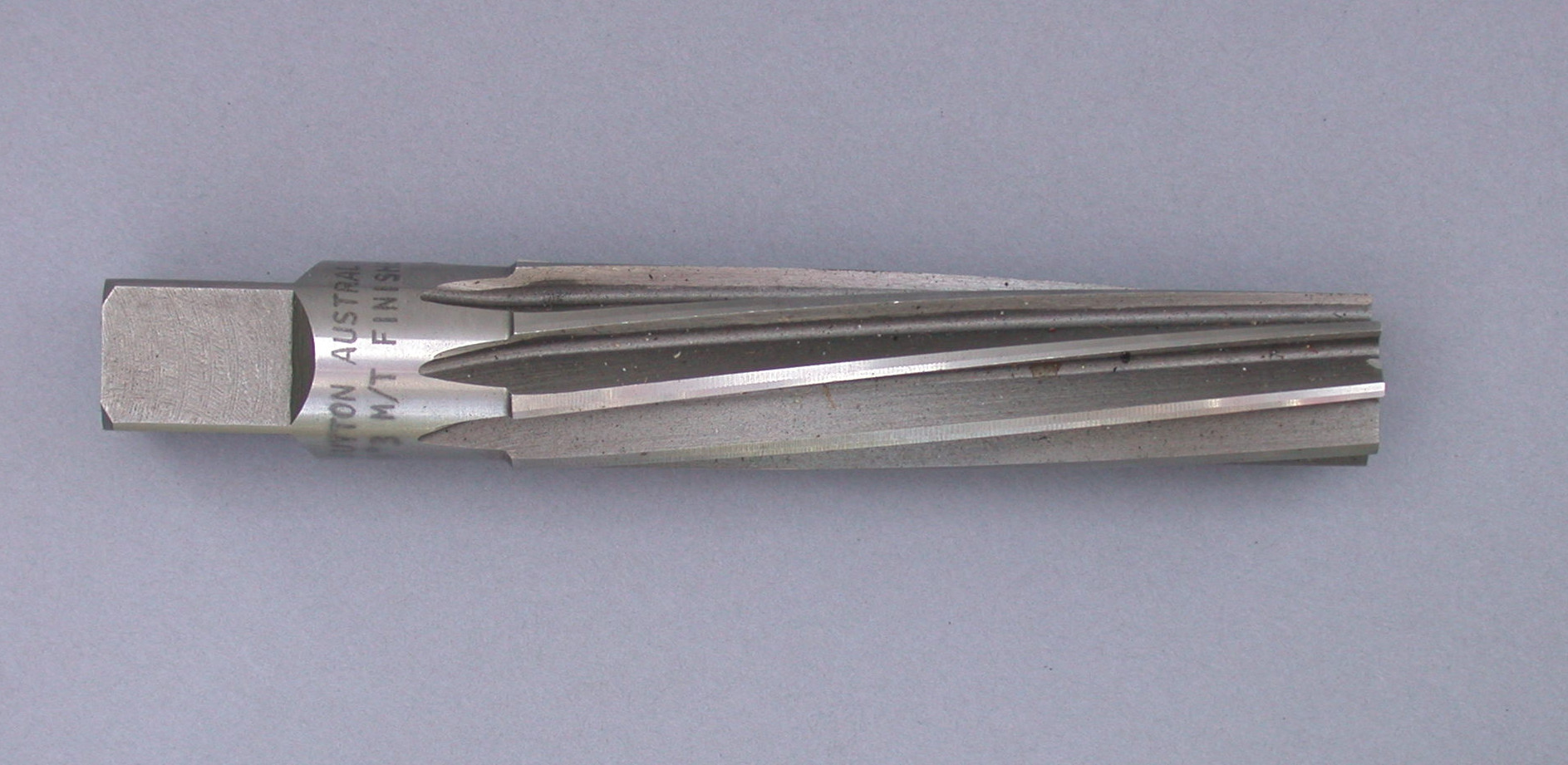
Handreibahle

Als Reibahle (auch Räumahle oder Räumer) bezeichnet man ein Werkzeug, welches zur Feinbearbeitung von Bohrungen (vor allem in Metallteilen) durch das sogenannte „Reiben“ verwendet wird. Verbessert werden dabei sowohl die Oberflächengüte als auch die Form- und Maßgenauigkeit.

## Verwendung
Zunächst wird mit einem Spiralbohrer ein Loch gebohrt, welches wenige Zehntel eines Millimeters (meist 0,1–0,2 mm) kleiner als das Nennmaß ist. Eventuell kann für das Bohren dieses Lochs ein Vorbohren nötig sein.
Nach dem Vorbohren und Aufbohren wird die Bohrung zweckmäßigerweise mit einem 60°-Kegelsenker angesenkt, sodass die Reibahle besser anschneidet. Häufig hat auch der Anschnitt der Reibahlen vorne einen Winkel von 60°. Anschließend wird das Loch mithilfe der Reibahle auf Nennmaß gebracht. Auf diese Weise können kleinere Toleranzen gefertigt werden.
Die erzielbare Maßtoleranz liegt im Normalfall bei IT7. In Sonderfällen ist auch IT6 oder gar IT5 möglich. Mit dem Genauigkeitsgrad werden auch höhere Genauigkeiten bei Form- und Lagetoleranzen eingehalten. Das Reiben verbessert die Rundheit und Zylindrizität.
Wie bei vielen spanenden Fertigungsverfahren werden bei der Bearbeitung vieler Materialien Kühlschmiermittel eingesetzt.

## Form
Die Reibahle hat Ähnlichkeit mit einem Wendelnutbohrer für Metall. Die Schneiden befinden sich jedoch am Umfang, nur in Ausnahmefällen auch am Anschnitt. Die Schneiden und Spannuten sind entweder gerade und laufen dementsprechend längs der Achse der Reibahle (also in rein axialer Richtung) oder wendelförmig wie bei einem Wendelnutbohrer/Spiralbohrer.
Bei normalen Durchgangsbohrungen bieten sich helixförmig verlaufende Schneiden mit Linkssteigung an. Durch die Linkssteigung werden die beim Reiben entstehenden Späne nach vorn abgeführt, so dass ein Zerkratzen der Bohrungsfläche durch eingeklemmte Späne zwischen Bohrungswand und Schneide der Reibahle verhindert wird. Reibahlen mit Rechtssteigung (wie bei den üblichen Spiralbohrern) werden für Grundlochbohrungen verwendet, damit die Späne aus der Bohrung heraus befördert werden. Die Reibahlen mit helixförmigen Spannuten sind insbesondere für Reibungen mit unterbrochenem Schnitt unabdingbar.
Bewährt haben sich vor allem Reibahlen mit gerader Zähnezahl (da sich so der Durchmesser besser messen lässt) und ungleicher Zahnteilung (welche das Rattern vermindert). Typische Durchmesser liegen zwischen 1 mm und 50 mm. 
Verstellbare Reibahlen können in einem engen Bereich auf verschiedene Durchmesser eingestellt werden.
Eine Sonderform der Reibahle ist die Kegelreibahle, die eine konische bzw. kegelförmige Passung erzeugt.
Kegelreibahlen werden häufig zur ausrissfreien Fertigung von Löchern in dünnem Material wie Blech und Kunststoffplatten verwendet. Es wird dann nur ein Werkzeug zur Herstellung von verschieden großen Löchern benötigt.

## Materialien
Werkstoffe für Reibahlen können sein:
- Schnellarbeitsstahl (HSS),
- Hartmetall, entweder aus Vollhartmetall, mit eingelöteten Hartmetallschneiden auf einem Stahlkörper oder bestückt mit auswechselbaren Wendeschneidplatten
- Cermet
- Polykristalliner Diamant
- Bornitrid

## Typen

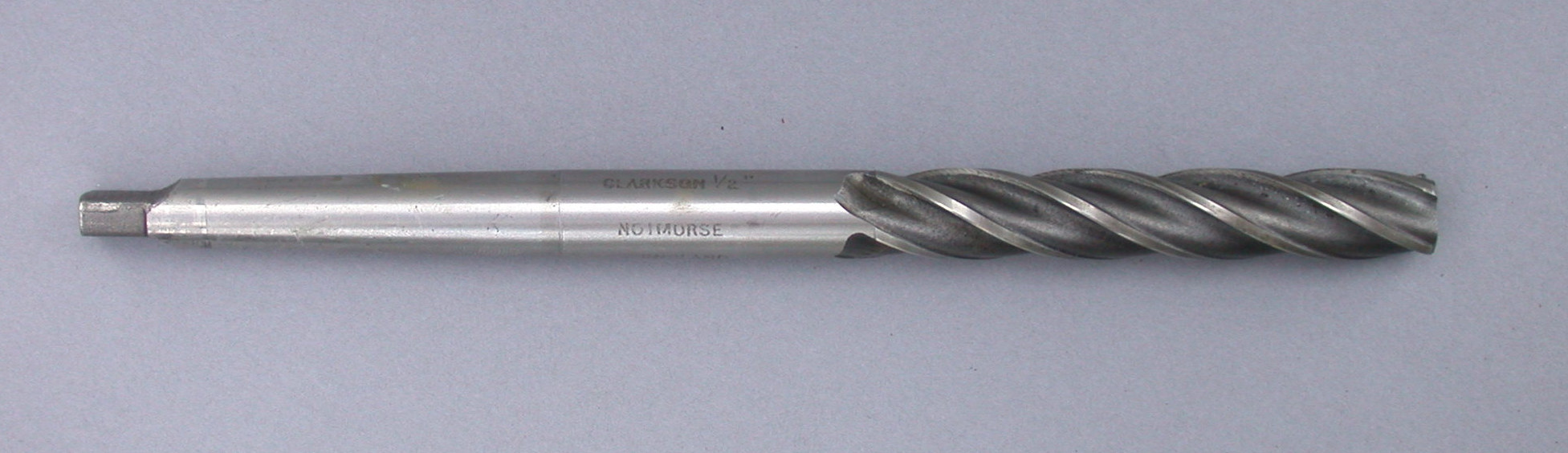
Maschinen-Schälreibahle mit Morsekegel

Man unterscheidet auch zwischen Maschinen- und Handreibahlen.
- Handreibahlen haben zur besseren Führung einen langen Anschnitt von ca. 1/4 der Schneidenlänge und einen längeren Führungsteil. Am Schaftende befindet sich ein Vierkant zur Aufnahme in einem Windeisen.
- Maschinenreibahlen haben einen kurzen Anschnitt und Führungsteil, da die Führung durch die Maschinenspindel erfolgt. Aufgrund des kurzen Anschnitts eignen sich Maschinenreibahlen besser für kurze Grundlöcher (Sacklöcher).